# 东安格利亚大学
东安格利亚大学（英語：University of East Anglia，简称）位于英格兰诺里奇，1994年為大学集团成员之一。在2018年英国完全大学指南中位列英国第12位，2017年泰晤士报英国大学排名中位列英国第15位，在卫报英国大学排名中位列英国第14位。
該大學創校於1963年，是一所位於諾域治的研究型大學，主要校區為在諾域治市中心的西南方。諾域治的地理位置便利，乘坐火車南下不到2個小時可到倫敦。2012年於《泰晤士高等教育》中未滿50年校齡組別裡評為全球第10名和英國第3名最佳大學。於2013年慶祝創校50週年，RAE的評鑑顯示校園設施獲得最高評分5分，該校擁有全英最大的運動綜合場和世界著名的Sainsbury視覺藝術中心。該校擁有友善的環境，協助學生發展技巧，同時重視學生需求，在國家學生滿意度調查中榮獲第5名。

## 现有结构
該大学在21世纪初经历了体制改革，将原有的学院（School）依照学术分类整合成更大的分类（Faculty），以分类而不是学院为单位组织招生等行政管理工作。目前大学现有艺术、人文科学、社会科学、健康等四個學科分類。四类下属共23个学院，还有许多研究院或研究中心。

## 学术特点
從創校開始，該校在傳媒、文學、藝術、行銷管理方面比較著名，培養出了很多作家、記者、評論家。

## 近期發展

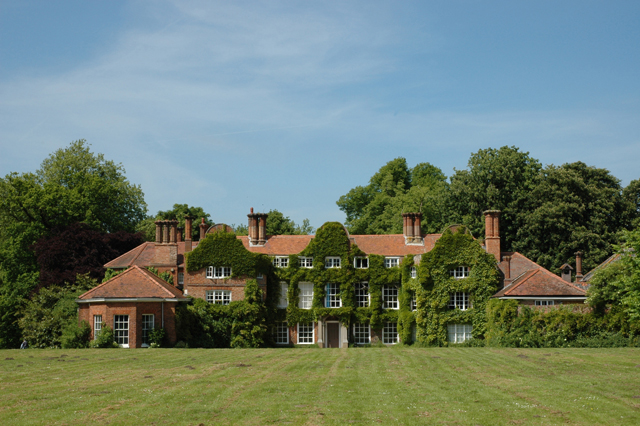
Earlham Hall

東英吉利亞大學圖書館在校園正中心，藏書量達20萬冊。該圖書館近年經過擴大和整修後煥然一新。圖書館亦定期開班教導學生如何充分利用圖書館內的設施，從而學生可於圖書館內得到更充分的學習。圖書館亦提供個人靜修室。在圖書館的一樓和二樓，設有24小時開放的電腦設施可供使用。

## 傑出校友
- 圖普六世
- 古莉·查夏
- 特蕾西·舍瓦利耶
- 程介南
- 傑克·達文波特
- 安妮·恩萊特
- 迈克尔·霍顿
- 石黑一雄
- 唐纳德·卡贝鲁卡
- 伊恩·麥克伊旺
- 安德鲁·米勒
- 阿米尔·莫哈末
- 保罗·纳斯
- 约翰·里斯·戴维斯
- 温弗里德·格奥尔格·泽巴尔德
- 馬特·史密斯
- 马丁·泰勒
- 邓子新
- 江疏影

## 外部連結
- 东安格里亚大学网站（英文）
- （页面存档备份，存于）（英文）
- 東英吉利亞台灣同學會
- 诺维奇学联（中国学生学者联合会）
- UEA Sportspark （页面存档备份，存于）（英文）
- Concrete 新闻报 （页面存档备份，存于）（英文）
- Livewire 1350 电台 （页面存档备份，存于）（英文）